# Stora Målsjön (Möklinta socken, Västmanland)
Stora Målsjön är en sjö i Sala kommun i Västmanland och ingår i Dalälvens huvudavrinningsområde. Sjön är 7,5 meter djup, har en yta på 0,291 kvadratkilometer och befinner sig 91,1 meter över havet.

## Delavrinningsområde
Stora Målsjön ingår i det delavrinningsområde (665997-153529) som SMHI kallar för Ovan 665843-153708. Medelhöjden är 92 meter över havet och ytan är 9,7 kvadratkilometer. Det finns inga avrinningsområden uppströms utan avrinningsområdet är högsta punkten. Vattendraget som avvattnar avrinningsområdet har biflödesordning 3, vilket innebär att vattnet flödar genom totalt 3 vattendrag innan det når havet efter 122 kilometer. Avrinningsområdet består mestadels av skog (82 procent) och sankmarker (11 procent). Avrinningsområdet har 0,38 kvadratkilometer vattenytor vilket ger det en sjöprocent på 3,9 procent.